# علی‌خان اصفهانی
علی‌خان پرتو اعظم اصفهانی (۱۲۵۵ خ اصفهان - ۱۳۱۷ خ تهران) ملقب به حکیم اعظم از پزشکان نامدار دوره قاجار و پهلوی و از دوستان علیقلی خان سردار اسعد بود. 
پدرش صندوقدار حاجی امین الضرب بود. در اصفهان و تهران تحصیل کرد و امین الضرب او را برای ادامه تحصیل به فرانسه فرستاد. در پاریس با امین الضرب دوست شد  و پس از بازگشت به ایران همراه با سردار اسعد در دوره دوم مجلس شورای ملی بجای نمایندگان متوفی و مستعفی رشت، طبق قانون از طرف نمایندگان مجلس به نمایندگی برگزیده شدند. او در دی ۱۲۸۸ به جای شیخ حسن حسام الاسلام انتخاب شد که فوت کرده بود.  به پیشنهاد او بود که هنگام بحث روی قانون طبابت در مجلس، دندانپزشکی را هم مشمول قوانین مربوط به طبابت کردند. 
دکتر علی خان پس از پایان دوره وکالت مجلس، مدیرکل معارف و اوقاف و رئیس مجلس حفظ الصحه شد و از احمد شاه لقب حکیم اعظم گرفت. در مدرسه طب دارالفنون تدریس می کرد و مدتی هم رئیس مدرسه سیاسی شد. در زمان رضاشاه رئیس بیمارستان دولتی تهران و از ۱۳۱۴ عضو پیوسته فرهنگستان ایران شد. در دانشکده پزشکی هم تدریس می کرد. 